# Faisan du Vietnam

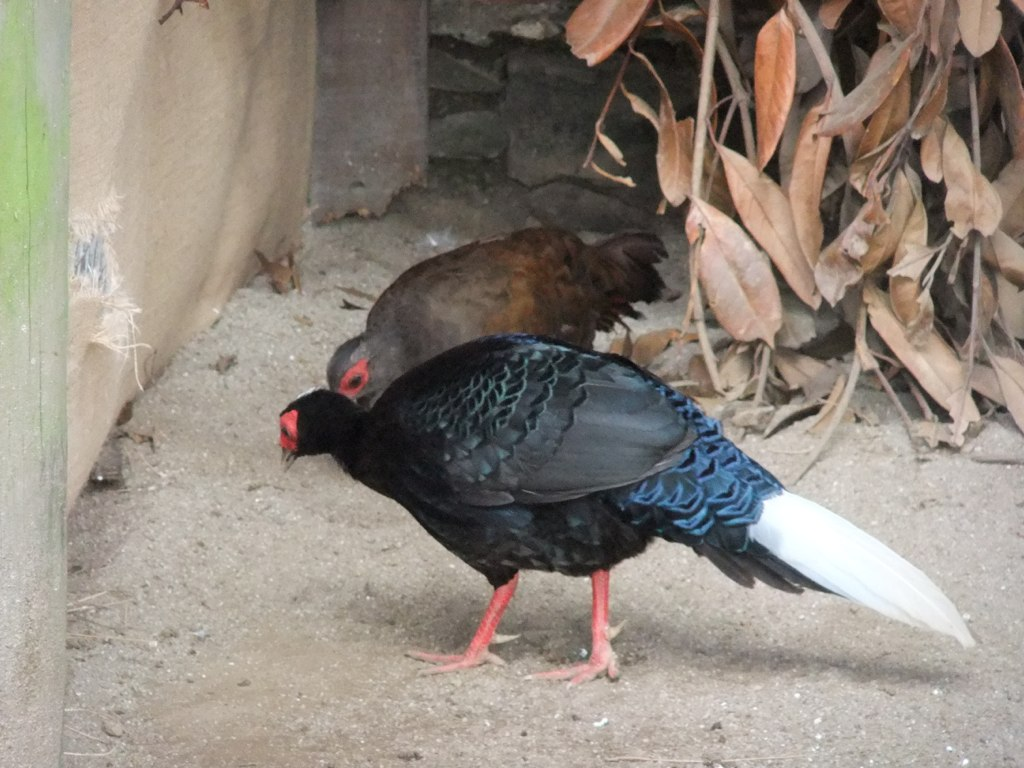
Couple de « faisans du Vietnam » (Lophura hatinhensis).

Faisan du Vietnam est le nom donné à des oiseaux dont la taxinomie est incertaine et dont la description scientifique (sous le nom Lophura hatinhensis) est inadéquate. Ils sont considérés par le Congrès ornithologique international (version 3.1, 2012) comme appartenant à l'espèce Faisan d'Edwards (Lophura edwardsi).

## Taxinomie
Le faisan du Vietnam est découvert en 1964, et Vo Quy le décrit en 1975 sous le nom scientifique Lophura hatinhensis. Il est alors reconnu comme une espèce propre par la communauté scientifique, quoique parfois traité comme sous-espèce du Faisan d'Edwards Lophura edwardsi hatinhensis (del Hoyo et al. 1994). La validité du taxon est remise en cause dans les années 2000 (Madge & McGowan 2002, Hennache & Ottaviani 2005). De nombreux avis divergents sur leur taxinomie apparaissent. Certains ornithologues pensent qu'il pourrait s'agir d'un hybride, d'une sous-espèce ou d'un mutant génétique du Faisan d'Edwards.
En 2012, Hennache et al. (2012) montrent, sur la base d’études morphologiques et génétiques de l'ADN mitochondrial, qu'il ne représente qu’une forme dégénérée du faisan d'Edwards. L'hypothèse retenue est que des faisans d’Edwards se sont retrouvés isolés dans des fragments forestiers, ont évolué comme de petits groupes captifs et ont subi les mêmes lois dont la dérive génétique ou la consanguinité. Il s'agit donc bien d'une forme dégénérée de faisan d'Edwards, ce taxon n'étant désormais plus valide.

## Description
Le mâle ne diffère du faisan d'Edwards mâle que par quelques plumes blanches aléatoirement distribuées dans la queue, et parfois sur le corps. Il n'existe pas de différence connue entre les femelles « hatinhensis » et les femelles du faisan d'Edwards.

## Répartition
Quelques spécimens seulement ont été découverts au centre du Viêt Nam, dans la réserve de Ke Go (en) (province de Hà Tĩnh) et dans la province de Thừa Thiên-Huế.